# Yueh Fei
Yueh Fei (岳飛) – tajwańska fregata rakietowa z lat dziewięćdziesiątych XX wieku, czwarta jednostka typoszeregu fregat Cheng Kung, będącymi licencyjnym rozwinięciem amerykańskich fregat rakietowych typu Oliver Hazard Perry. Okręt zwodowano 26 sierpnia 1994 roku, zaś oficjalne wcielenie do służby odbyło się 26 lutego 1996.

## Zamówienie i budowa
W latach osiemdziesiątych XX wieku główna siła uderzeniowa Zhonghua Minguo Haijun, opierała się w głównej mierze na okrętach przestarzałych, pochodzących z okresu drugiej wojny światowej lub krótko po niej. Sytuacja ta miała zostać zmieniona poprzez wprowadzenie w życie programu modernizacyjnego floty o kryptonimie Kuang Hua. W jego ramach do eksploatacji miały zostać wcielone co najmniej 24 nowoczesne okręty. Program podzielony został na kilka mniejszych projektów, m.in. Kuang Hua 1, zakładający wybudowanie w kraju, na licencji zmodyfikowanych amerykańskich fregat typu Oliver Hazard Perry, oznaczonych lokalnie właśnie jako typ Cheng Kung.
Stępkę pod jednostkę położono 5 września 1992 roku, zaś kadłub zwodowano 26 sierpnia 1994 roku w stoczni China ShipBuilding Corporation (obecnym przedsiębiorstwem CSBC Corporation).
Banderę podniesiono na okręcie 26 lutego 1996, tym samym wprowadzono go do służby w Tajwańskiej Marynarce Wojennej jako „Yueh Fei” z numerem burtowym PFG-1106.

## Konstrukcja
Kadłub okrętu mierzy 138 metra długości całkowitej, zaś największa szerokość okrętu sięga 13,7 metra, pełne zanurzenie z opływnikiem sonaru wynosi 7,5 metra. Jednostka o wyporności pełnej 4200 ton.
Okręt napędzany jest przez siłownię, wyposażoną w dwie turbiny gazowe General Electric LM2500 zapewniające moc wyjściową 41 000 KM dla jednego wału napędowego, przenoszącego napęd na pięciołopatową śrubę. Tak skonfigurowana siłownia nominalnie zapewnia prędkość 29 węzłów. Fregata jest także w system napędu pomocniczego w postaci dwóch wysuwanych elektrycznych pędników ABB o mocy łącznej 720 KM. Napęd pomocniczy okrętu używany jest do precyzyjnych manewrów jednostki, zdolny jest jednakże do zapewnienia okrętowi możliwości powrotu do portu z prędkością 5 węzłów, w razie awarii napędu głównego. System napędowo-energetyczny okrętu uzupełniany jest przez cztery generatory elektryczne Diesla o mocy 1000 kW każdy.
Okręt posiada dwa równoległe hangary oraz pokład lotniczy z którego operować mogą dwa śmigłowce pokładowe SH-60R Seahawk lub też S-70C(M)-1/2 Thunderhawk.
Okręt wyposażono w cyfrowy, dwuwspółrzędny radar obserwacji przestrzeni powietrznej dalekiego zasięgu AN/SPS-49, który posiada zasięg wynoszący około 480 kilometrów oraz radar obserwacji powierzchni wodnej (dozoru nawodnego) AN/SPS-55. Dodatkowo posiada w umieszczony w dziobie podkadłubową stację hydrolokacyjną DE 1160B oraz kompleks hydrolokacyjny ATAS(V)2 (Active Towed Array Sonar) oraz system walki elektronicznej  SHIELDS (Ships HIgh-power ELectronic Defence System).
Okręt uzbrojony jest w wyrzutnię Mk 13 Mod. 4 GMLS (Guided Missile Launching Systems), znajdującą się na dziobie, dla rakiet przeciwlotniczych RIM-66 Standard MR. Jednostka ognia wynosi 40 pocisków Standard. Uzbrojenie artyleryjskie stanowi armata uniwersalna Mk 75 kalibru 76 mm ulokowana śródokręciu, dwie armaty Bofors kalibru 40 mm, po jednej na każdą burtę. Znajdują się one specjalnych platformach, tuż pod armatą Mk 75 oraz system obrony bezpośredniej CIWS Phalanx Mk 15 Block 1A oraz dwie, potrójne wyrzutnie torpedowe Mk 32 Mod. 5 kal. 324 mm dla torped Mk 46. Dodatkowo okręt wyposażony jest w kontenerowe wyrzutnie przeciwokrętowych pocisków manewrujących dla rakiet l Hsiung Feng 2 i Hsiung Feng 3, umiejscowione pomiędzy dwoma masztami dla radarów i wyposażenia elektronicznegi. Zastąpiły one pociski Harpoon wystrzeliwane z wyrzutni Mk 13.